# EMV

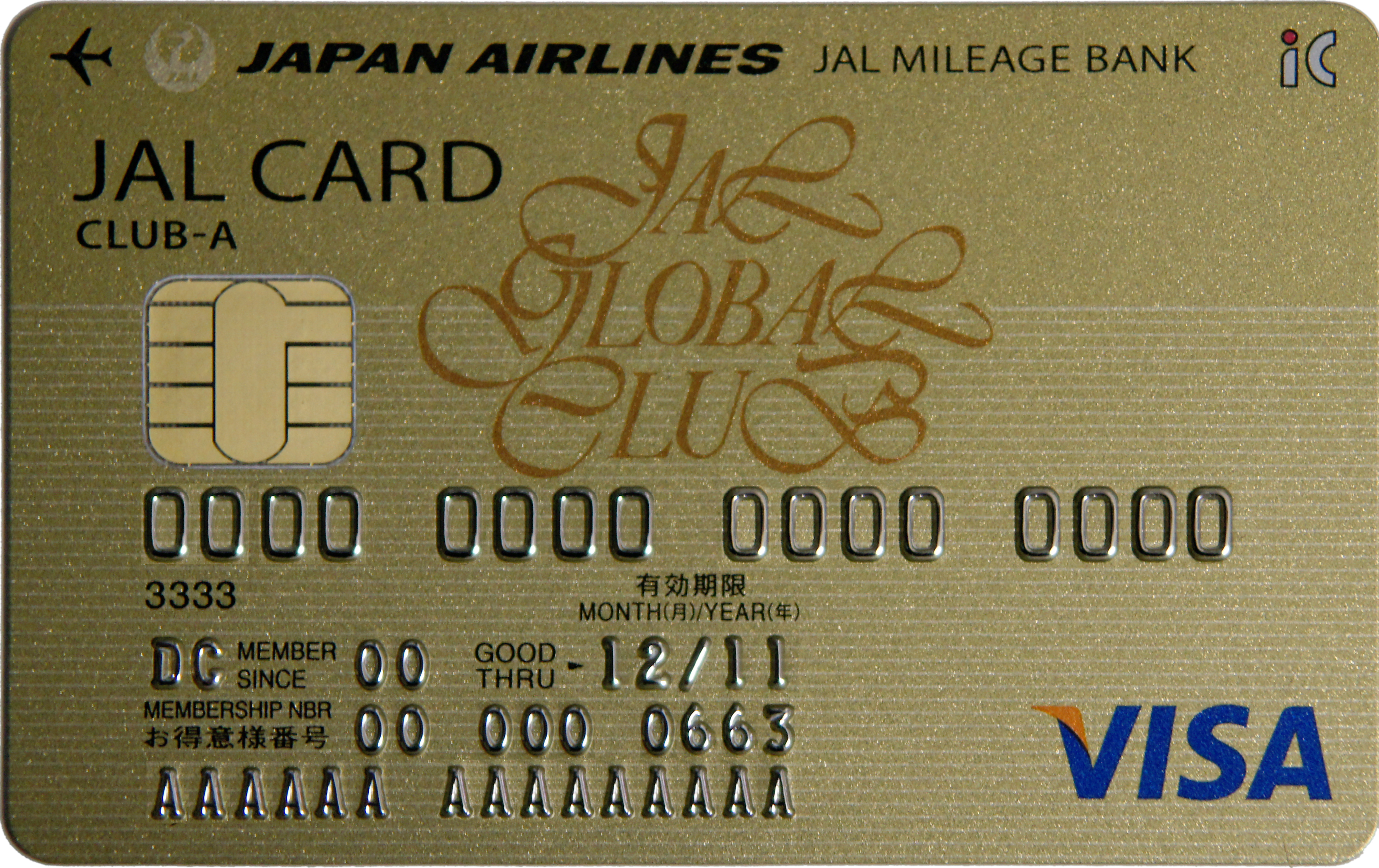
کارت اعتباری صادر شده توسط خطوط هوایی ژاپن و ویزا.

EMV روش پرداختی است مبتنی بر یک استاندارد فنی برای کارت‌های پرداخت هوشمند و برای پایانه های پرداخت و خودپردازهایی که با آن سازگار است. بر اساس این استاندارد پایانه‌های پرداخت و خودپرداز می‌توانند این کارت‌ها را بپذیرند. کارت‌های EMV کارت‌های هوشمندی‌اند که داده‌هایشان علاوه بر کارت مغناطیسی (به منظور پشتیبانی از روش‌های گذشته) بر روی مدار مجتمع نیز ذخیره می‌شود.
این روش شامل کارت‌های تماسی (کارت‌هایی که باید به صورت فیزیکی در یک کارت خوان وارد شوند) و کارت‌های غیرتماسی (که می‌توانند بدون تماس با کارت خوان و از فاصله نزدیک با استفاده از فناوری RFID خوانده شوند) می‌شود. کارت‌های پرداختی که سازگار با استاندارد EMV باشند بسته به اینکه چه روش اصالت‌سنجی ای توسط صادرکننده کارت اتخاذ شود، اغلب کارت Chip and PIN یا Chip and Signature نامیده می‌شوند.
EMV کوته نوشت Europay, MasterCard و Visa است، سه شرکتی که در آغاز استاندارد را ایجاد کردند. هم‌اکنون این استاندارد توسط EMVCo (کنسرسیومی متشکل از Visa, MasterCard, JCB, American Express, China UnionPay و Discover)مدیریت می‌شود.